# Caiophora vargasii
Caiophora vargasii är en brännreveväxtart som beskrevs av Paul Carpenter Standley och F. A. Barkley. Caiophora vargasii ingår i släktet Caiophora och familjen brännreveväxter. Inga underarter finns listade i Catalogue of Life.